# David Edgar
David Edgar, född 26 februari 1948 i Birmingham, är en engelsk dramatiker.
Edgar studerade dramatik vid Manchester University. Han debuterade 1970 med skådespelet Two kinds of angel. I början av 1970-talet skrev han agitprop-teater som till exempel anti-EG pjäser.